# 우스터 레일러 HC
| 우스터 레일러 HC |                                |
| 콘퍼런스         | 동부 콘퍼런스                  |
| 디비전           | 노스 디비전                    |
| 설립연도         | 2016년                         |
| 해체연도         |                                |
| 역사             | 우스터 레일러 HC (2017년~현재) |
| 경기장           | DCU 센터                       |
| 연고지           | 매사추세츠주 우스터            |
| 상징색           | 스틸 블루, 회색, 하양          |
| 구단주           | 클리프 럭커                    |
| 단장             | 제이미 러셀                    |
| 감독             | 제이미 러셀                    |
| NHL 제휴         | 뉴욕 아일런더스                |
| AHL 제휴         | 브리지포트 사운드 타이거스     |
| 정규시즌 우승    |                                |
| 콘퍼런스 우승    |                                |
| 디비전 우승      |                                |
| 켈리 컵          |                                |
| 영구 결번        |                                |

우스터 레일러 HC(Worcester Railers HC)는 미국 매사추세츠주 우스터를 연고지로 하는 ECHL의 동부 콘퍼런스 노스 디비전 소속 아이스 하키팀이다.

## 역대 홈경기장
| 경기장           | 사용기간    | 수용인원 | 장소                | 비고 |
| ---------------- | ----------- | -------- | ------------------- | ---- |
| 우스터 레일러 HC |             |          |                     |      |
| DCU 센터         | 2017년~현재 | 12,239명 | 매사추세츠주 우스터 | 빈칸 |